# Pine Harbor (Teksas)
Pine Harbor je naseljeno mjesto za statističke potrebe u američkoj saveznoj državi Teksas. Prema popisu stanovništva iz 2010. u njemu je živjelo 810 stanovnika.